# Драгош, Йиржи
Йиржи Драгош (чеш. Jiří Drahoš; род. 20 февраля 1949, Яблунков, Чехословакия или Чески-Тешин) — чешский сенатор, политик, физико-химик и преподаватель, президент Академии наук Чешской Республики с 2009 по 2017 гг. Был кандидатом в президенты Чехии на выборах в 2018 году..

## Биография
Родился в семье педагога и медсестры, вырос в Яблункове. В 1972 г. окончил Высшую школу химической технологии в Праге. После прохождения военной службы, в 1973 г. Драгош присоединился к Институту основ химического процесса Чехословацкой академии наук. В 1977 г. он получил степень кандидата наук. Работал заместителем директора (1992–1995 гг.) и директором (1996–2003 гг.) Института основ химического процесса. В середине 80-х гг. был стипендиатом Фонда Александра фон Гумбольдта, работал в Ганноверском университете. В 1994 г. он стал лектором в своей альма-матер, а в 1999 г. — доктором химического машиностроения. В 2003 г. Драгош получил звание профессора.
В 2005–2008 гг. он занимал должность вице-президента Академии наук Чехии. Является соавтором 14 патентов.
Автор около 70 научных публикаций, член различных отечественных и иностранных научных обществ. С 2006 по 2009 гг. возглавлял Европейскую федерацию по химической технологии. В 2006 г. ему было присвоено звание почетного доктора Словацкого технического университета в Братиславе. 
Женат, имеет двух дочерей.

## Политическая деятельность
Был кандидатом на президентских выборах в 2018 году. В первом туре получил 1 369 601	(26,60%) голосов. Перед вторым туре получил поддержку от Чешской пиратской партии, TOP 09, STAN, ODS, KDU-ČSL, Партии зелёных и большинства кандидатов, которые не прошли во второй тур (Павел Фишер, Михал Горачек, Марек Гилшер, Мирек Тополанек и Вратислав Кулганек). Во втором туре выборов получил 2 701 206 (48,63%) голосов и проиграл Милошу Земану.
После президентских выборов, появилась информация, что троица бывших кандидатов Павел Фишер, Марек Гилшер и Иржи Драгош, могут баллотироваться в Сенат Чехии. Данная информация подтвердилась летом 2018 года. Иржи Драгош принял участие в сенаторских выборах и баллотировался в избирательном округе Прага 4 при поддержке TOP 09, STAN, KDU-ČSL и Партии зелёных, он победил в первом туре выборов, набрав 20 595 (52,65%) голосов и стал сенатором. Вошёл в сенаторский клуб STAN.
На первом заседании XIV созыва Сената Чехии, 2 ноября 2022 года, был избран первым заместителем председателя Сената Чехии.

## Награды
- Медаль «За заслуги» I степени (2012)